# 今そこにある危機
『今そこにある危機』（いまそこにあるきき、Clear and Present Danger）は、1994年のアメリカ合衆国のアクション映画。監督はフィリップ・ノイス、出演はハリソン・フォードとウィレム・デフォーなど。トム・クランシーが1989年に発表した小説『いま、そこにある危機』を原作とし、1992年の映画『パトリオット・ゲーム』に続き、ハリソン・フォードが主人公のジャック・ライアンを演じる2作目である。『パナシュ』での船上裁判が割愛され、ライアンがFBI長官のコロンビア秘密訪問に随行する、リッターが潜入部隊を冷徹に切り捨てようとするなどの点が原作とは異なる。
2011年3月、Blu-ray Disc版「スペシャル・コレクターズ・エディション」が発売。

## ストーリー
カリブ海で、アメリカ沿岸警備隊カッター「パナシュ」は、ヨットの船上で実業家のハーディン一家が皆殺しにされた現場に遭遇する。被害者の実業家はコロンビアの麻薬カルテルの資金洗浄を担当していた銀行家で、一部を着服していたことを知ったカルテルが殺し屋を差し向けたのだ。艦長ウェゲナー少佐が殺し屋から得た自白をもとに、連邦捜査局（FBI）はカルテルの口座の差し押さえに成功、財政的に大打撃を与えることに成功するが、これに激昂したカルテルは、ちょうどコロンビアを秘密裏に訪問中だったジェイコブスFBI長官を襲撃して殺害する。
一方、麻薬戦争での対抗策として、大統領とカッター国家安全保障問題担当大統領補佐官、中央情報局（CIA）は、軍と共同しての麻薬密輸阻止作戦を展開していた。これはコロンビア領内に複数の軽歩兵部隊を浸透させて密輸機の飛行場を監視、離陸した密輸機は空軍のF-15が邀撃し、強制着陸か墜落させるというものであった。
しかし旧友でもあったFBI長官を公然と殺害されたことに激怒した大統領は、さらに攻勢を強め、麻薬精製工場の破壊やカルテルのボスたちの暗殺を命じた。これらの作戦はカルテルの内部抗争に見せかけて行われたものの、カルテルに顧問として雇われていたキューバ情報機関（DGI）の元大佐フェリックス・コルテスは、その背後にアメリカ政府がいることに気づいた。
カルテルのボスたちの暗殺の際にボスたちの家族が巻き添えになったこともあり、アメリカ政府の関与を国民に知られることを恐れるカッターは、コルテスから持ちかけられた取引に応じ、真相の隠蔽と麻薬の密輸量削減と引き換えに、コロンビア領内に潜入した軽歩兵部隊への支援を絶ち、情報をコルテスに渡してしまった。現地で作戦を支援していたCIA工作員のジョン・クラークは、部隊が支援を絶たれて壊滅に瀕していることを知って急遽帰国し、カッターに知られぬよう事態打開のため奔走する。
一方、CIAのジャック・ライアン情報担当次官補佐官は、上司のグリーア情報担当次官が病に倒れたことを受けて職務を代行していたが、政府・CIA内の不審な動きに気付き、独自の調査によって作戦の全容を知り、潜入した軽歩兵部隊が今まさに見捨てられつつあることを知った。グリーアは死の床でクラークとライアンを引き合わせ、2人は見捨てられた歩兵たちを救うため独自の行動を開始する。

## キャスト
ジャック・ライアン
演 - ハリソン・フォード
CIAの情報アナリスト。権力よりも正義を尊重する好漢。病気で倒れたグーリアの代行を務める。
ジョン・クラーク
演 - ウィレム・デフォー
CIA工作員。海軍特殊部隊出身。
キャシー・ライアン
演 - アン・アーチャー
ジャックの妻。ジョンズ・ホプキンス大学病院に勤める眼科医。ジャックとは淡白な会話も目立つが夫婦仲は良い。
フェリックス・コルテズ
演 - ジョアキム・デ・アルメイダ
麻薬組織「カリ・カルテル」の参謀。キューバ情報機関出身。モイラから「ラテン系のジャック」と形容される。原作ではライアンたちに捕らえられてキューバへ送還されるが、映画では終盤でシャベスの射弾を受けて倒れる。
ロバート・リター
演 - ヘンリー・ツェニー
CIA作戦担当副長官。カッター補佐官の右腕として秘密裏に動いて暗躍する。原作ではカッターの指示に面従腹背で対処し、ライアンやクラークと共に潜入部隊の救出に尽力。
ジェームズ・グリーア
演 - ジェームズ・アール・ジョーンズ
提督、CIA副長官。ジャックの上司。物語の途中で病魔に倒れ、ジャックが代任する切っ掛けとなる。息を引き取る寸前、ジャックに使命を全うすることを伝えた。
ジェームズ・カッター
演 - ハリス・ユーリン
大統領補佐官。発言などが不謹慎。大統領の意を受けてカルテル撲滅作戦を指揮する。
エドワード・ベネット
演 - ドナルド・モファット
アメリカ合衆国大統領。
エルネスト・エスコベド
演 - ミゲル・サンドバル
麻薬組織「カリ・カルテル」のボス（原作ではメデジン・カルテルだった。）。
ラミレス
演 - ベンジャミン・ブラット
陸軍大尉。コロンビアへ潜入する特殊部隊の指揮官。原作では作戦中に重傷を負ってカルテルに捕まり、コルテズがせめてもの慈悲として安楽死させる。
ドミンゴ・シャベス
演 - レイモンド・クルス
陸軍軍曹。スナイパーとしての優れた技術をクラークに買われてコロンビア潜入作戦の一員となる。
モーレ
演 - ディーン・ジョーンズ
サリー・ライアン
演 - ソーラ・バーチ
ジャックの娘。
メイヨー
演 - ホープ・ラング
下院議員。下院委員会に出席したライアンに、麻薬組織に対する軍事行動の有無を問い質す。
モイラ
演 - アン・マグナソン
キャシーの親友。FBI長官の秘書。コルテズが素性を隠して接近する。映画ではFBI長官襲撃の同時期、口封じのためにコルテズに殺害されるが、原作ではコルテズの素性に気付いて自責の念から服薬自殺を図るも一命を取り留める。
ダン・マレー
演 - ティム・グリム
FBI。ジャックの友人。長官襲撃にジャックと共に遭遇する。原作シリーズではジャックの盟友として常連キャラクターとなる。

## スタッフ
- 監督：フィリップ・ノイス
- 製作：メイス・ニューフェルド、ロバート・レーメ
- 原作：トム・クランシー『いま、そこにある危機』（文藝春秋）
- 脚本：ドナルド・スチュワート（英語版）、スティーヴン・ザイリアン、ジョン・ミリアス
- 撮影：ドナルド・M・マッカルパイン
- 音楽：ジェームズ・ホーナー
- 美術：テレンス・マーシュ
- 編集：ニール・トラヴィス
- 衣装デザイン：バーニー・ポラック
- 特殊効果：ジョー＆ポール・ロンバルディ
- 視覚効果：ロバート・グラズミア
- 字幕：戸田奈津子

## 日本語吹替
| 役名                | 俳優                           | 日本語吹替     | 日本語吹替                                                                                                  |
| 役名                | 俳優                           | ソフト版       | テレビ朝日版                                                                                                |
| ------------------- | ------------------------------ | -------------- | --- |
| ライアン            | ハリソン・フォード             | 菅生隆之       | 磯部勉 |
| クラーク            | ウィレム・デフォー             | 伊井篤史       | 野沢那智 |
| キャシー            | アン・アーチャー               | 弥永和子       | 高島雅羅 |
| コルテズ            | ジョアキム・デ・アルメイダ     | 千田光男       | 菅生隆之 |
| リッター            | ヘンリー・ツェニー             | 石波義人       | 土師孝也 |
| グリーア            | ジェームズ・アール・ジョーンズ | 筈見純         | 藤本譲 |
| ベネット            | ドナルド・モファット           | 塚田正昭       | 中村正 |
| カッター            | ハリス・ユーリン               | 小島敏彦       | 阪脩 |
| エスコベド          | ミゲル・サンドバル             | 福田信昭       | 麦人 |
| モイラ              | アン・マグナソン               | さとうあい     | 藤夏子 |
| サリー              | ソーラ・バーチ                 | こおろぎさとみ | 喜田あゆみ                                                                                                  |
| メイヨ上院議員      | ホープ・ラング                 | 宮寺智子       | 宮寺智子 |
| ジーン・ファウラー  | ベリタ・モレノ                 | 火野カチコ     | 叶木翔子 |
| ムーア判事          | ディーン・ジョーンズ           | 田原アルノ     | 有本欽隆 |
| ジェイコブスFBI長官 | トム・タミ                     | 水野龍司       | 小室正幸 |
| ダン・マレー        | ティム・グリム                 | 仲野裕         | 宮田光 |
| ラミレス            | ベンジャミン・ブラット         | 伊藤栄次       | 神谷和夫 |
| シャベス            | レイモンド・クルス             | 大黒和広       | 佐久田修 |
| ピーティ            | グレッグ・ジャーマン           | 小野健一       | |
| ワシントンの刑事    | レックス・リン                 | 小野健一       | 糸博 |
| シュン              |                                | 津村まこと     | |
| 沿岸警備隊艦長      | コリーン・フリン               | 叶木翔子       | |
| 沿岸警備隊チーフ    | リード・ダイアモンド           |                | |
| 特務総長            |                                | 中博史         | 梅津秀行 |
| 声紋分析官          | ヴォンディ・カーティス＝ホール | 中博史         | |
| 長官護衛官          | ピーター・ウィアーター         |                | |
| メンバー1           |                                | 大川透         | |
| メンバー2           |                                | 安井邦彦       | |
| 役不明又はその他    |                                |                | - 稲葉実 - 久保田民絵 - 片岡富枝 - 辻親八 - 田原アルノ - 長島雄一 - 星野充昭 - 青山穣 - 岡村明美 - 遠藤勝代 |

|          | ソフト版                            | テレビ朝日版                                |
| -------- | ----------------------------------- | ------------------------------------------- |
| 演出     | 蕨南勝之                            | 伊達康将                                    |
| 翻訳     | 野口尊子                            | 平田勝茂                                    |
| 制作     | 東北新社                            | 東北新社                                    |
| 初回放送 | 2016年2月5日 『午後のロードショー』 | 1997年10月12日 『日曜洋画劇場』 本編約115分 |

## 作品の評価
Rotten Tomatoesによれば、批評家の一致した見解は「前作までに確立されていた方式を完璧に再現した『今そこにある危機』は、前作の創造的な核となるものを再結集してしっかりとした娯楽性を実現している。」であり、45件の評論のうち高評価は80%にあたる36件で、平均点は10点満点中6.9点となっている。
Metacriticによれば、14件の評論のうち、高評価は10件、賛否混在は4件、低評価はなく、平均点は100点満点中74点となっている。
第67回アカデミー賞では音響効果編集賞と録音賞の2部門でノミネートされたが、どちらも受賞はならなかった。